# Harry Winter
Harry Winter (nacido como Horst Winter el 24 de septiembre de 1914, Bytom, Reino de Prusia - 3 de diciembre de 2001, Viena) fue un cantante austro-alemán conocido por su participación en el Festival de la Canción de Eurovisión 1960.

## Eurovisión 1960
Representó a Austria en el Festival de la Canción de Eurovisión 1960 con la canción "Du hast mich so fasziniert" ("Me fascinas tanto"), con la que alcanzó el 7° lugar con 6 puntos.
En 1948, Winter grabó la canción "Und jetzt ist es still", que se convirtió en un éxito, y que más tarde sería versionada por Betty Hutton en 1951, y en 1995 por la islandesa Björk bajo el título de "It's oh so quiet".
| Predecesor: "Der K und K Kalypso aus Wien" Ferry Graf | Austria en el Festival de Eurovisión 1960 | Sucesor: "Sehnsucht" Jimmy Makulis |

- Datos: Q225878